# Лейк-Стей
Лейк-Стей (англ. Lake Stay) — тауншип в округе Линкольн, Миннесота, США. В 2010 году в городе проживало 156 человек. Название тауншипа произошло от озера Стей.

## География
По данным Бюро переписи населения США площадь Лейк-Стей составляет 92,3 км², из которых 90,7 км² занимает суша, а 1,6 км² — вода (1,71 %). Тауншип полностью окружает территорию города Арко. Лейк-Стей находится вблизи двух озёр — Стей и Джисласон.

## Население
По данным переписи 2010 года население Лейк-Стей составляло 156 человек (из них 50,6 % мужчин и 49,4 % женщин), было 57 домашних хозяйств и 50 семей. Расовый состав: белые — 100,0 %.
Из 57 домашних хозяйств 86,0 % представляли собой совместно проживающие супружеские пары (28,1 % с детьми младше 18 лет), в 1,8 % домохозяйств мужчины проживали без жён, 12,3 % не имели семьи. В среднем домашнее хозяйство вели 2,74 человека, а средний размер семьи — 2,98 человека.
Население тауншипа по возрастному диапазону распределилось следующим образом: 26,3 % — жители младше 18 лет, 1,3 % — между 18 и 21 годами, 52,5 % — от 21 до 65 лет и 19,9 % — в возрасте 65 лет и старше. Средний возраст населения — 45,0 лет. На каждые 100 женщин приходилось 102,6 мужчины, при этом на 100 совершеннолетних женщин приходилось уже 109,1 мужчин сопоставимого возраста.
В 2014 году из 120 трудоспособных жителей старше 16 лет имели работу 83 человека. медианный доход на семью оценивался в 70 000 $, на домашнее хозяйство — в 65 313 $. Доход на душу населения — 28 164 $. 7,7 % от всего числа семей и 7,6 % от всей численности населения находилось на момент переписи за чертой бедности.